# Grammodes buchanani
Grammodes buchanani is een vlinder uit de familie spinneruilen (Erebidae). De wetenschappelijke naam is voor het eerst geldig gepubliceerd in 1921 door Rothschild.
De soort komt voor in tropisch Afrika.